# Ukobach

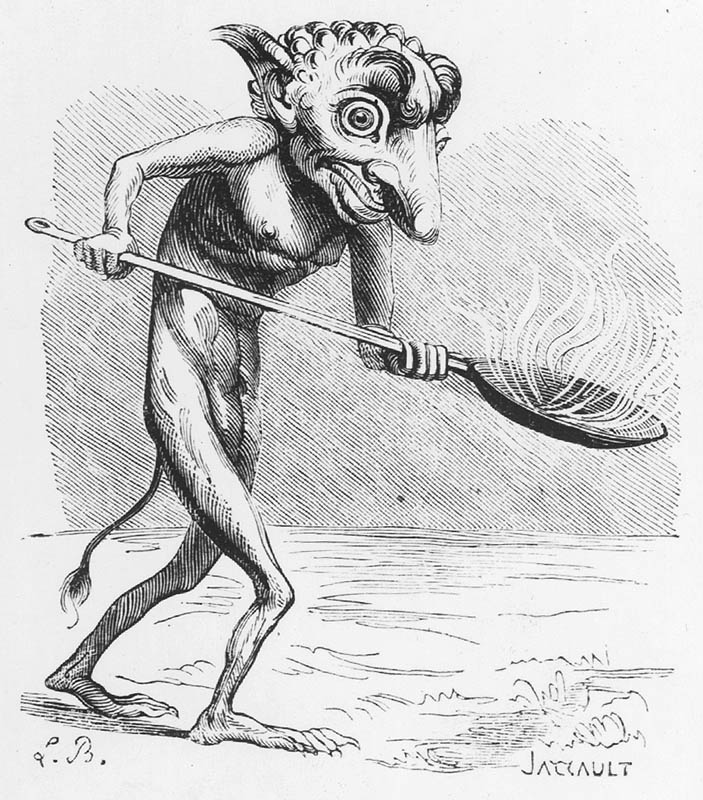
Ukobach en el Dictionnaire Infernal

 En el Dictionnaire Infernal de Jacques Auguste Simon Collin de Plancy, 181 , Ukobach o Urobach es descrito como un demonio de orden inferior. Siempre se muestra con un cuerpo llameante de color rojo, grandes ojos y oídos, y a menudo una cacerola llena de brasas o hierro caliente. Se dice que es el inventor de los fuegos artificiales y del arte de freír los alimentos. Está encargado por Belcebú para mantener el "aceite en las calderas infernales", el cual es hecho con la sangre de los condenados, "forjado en el oeste donde el sol se pone".